# Povrhpoljina
Povrhpoljina (cyr. Поврхпољина) – wieś w Czarnogórze, w gminie Danilovgrad. W 2011 roku liczyła 44 mieszkańców.